# Tempel im Greenwich Park
Der römische Tempel im Greenwich Park in London wurde 1902 entdeckt und zum Teil ausgegraben. Weitere Untersuchungen fanden in den 1920er und 1970er Jahren statt, wobei die Identifizierung der römischen Reste im Greenwich Park als Tempel Vermutung bleibt. Weitere Ausgrabungen fanden 1999 statt.
Bei den diversen Ausgrabungen konnten Reste mehrerer römischer Steinbauten erfasst werden. Keiner der Bauten wurde bisher vollständig ausgegraben, so dass kein vollständiger Plan vorliegt. Schon die ersten Ausgrabungen waren reich an Funden, die bezeugten, dass hier ein bedeutendes, wahrscheinlich öffentliches Gebäude stand. Unter den Funden befanden sich etwa 350 Münzen, die von der Zeit des Kaisers Marcus Antonius bis unter Honorius datieren. Es fanden sich Inschriften auf Marmor und Sandstein, Elfenbeinarbeiten und der rechte Arm einer Kalksteinstatue sowie zwei Säulenbasen. Die neueren Ausgrabungen erbrachten wiederum zahlreiche Münzen, die von Vespasianus bis Theodosius I. datieren. Bemerkenswert ist eine Münze von Kaiser Laelianus, der nur kurz im Jahr 269 herrschte und von dem nur wenige Münzen bekannt sind. Es wurden Reste hochwertiger Wandmalereien gefunden.
Die erhaltenen Texte sind sehr fragmentarisch, kommen aber wahrscheinlich von vier unabhängigen Inschriften.
Die Deutung der Anlage ist offen, doch scheint die Interpretation als Gallo-römischer Umgangstempel am wahrscheinlichsten. Vor allem die Funde der Inschriften scheinen die Deutung als Villa auszuschließen. Die Anlage steht nicht innerhalb einer antiken Siedlung. Die nächste römische Siedlung wird bei Plumstead vermutet.
Der Standort des Tempels ist heutzutage im Park mit einem Schild markiert. Antike Reste sind aber nicht zu sehen.